# بخش پراسلین
بخش پراسلین (به لاتین: Praslin Quarter) یک منطقهٔ مسکونی در سنت لوسیا است.